# Jordi Roura
Jordi Roura i Solà (* 10. September 1967 in Llagostera, Provinz Girona) ist ein ehemaliger spanischer Fußballspieler und heutiger -trainer.

## Karriere
Roura spielte ab 1982 in der Jugend des FC Barcelona und debütierte in der Saison 1984/85 für die B-Mannschaft des Vereins in der spanischen Segunda División. Am 11. September 1989 bestritt er sein erstes Primera-División-Spiel für die erste Mannschaft beim 3:0-Sieg gegen den FC Elche. Aufgrund einer beim UEFA Super Cup 1989 erlittenen schweren Knieverletzung blieb ihm der Durchbruch zum Stammspieler jedoch verwehrt. Mit Barcelona bestritt er zwischen 1989 und 1991 insgesamt zehn Erstligaspiele und gewann dabei je einmal den Europapokal der Pokalsieger, die spanische Meisterschaft und den spanischen Pokal.
1991 verließ er Barça in Richtung Real Murcia. Am Ende seiner ersten Saison bei Murcia folgte der Abstieg in die dritte spanische Liga und Roura wechselte zu UE Figueres. Auch dort stieg er in seiner ersten Saison in die dritte spanische Liga ab. Daraufhin wechselte er zu UE Sant Andreu und beendete dort 1994 im Alter von knapp 27 Jahren seine Karriere.
Ende der 1990er assistierte er Carles Rexach bei den Yokohama Flügels sowie Jordi Vinyals beim FC Terrassa. Ab der Saison 2007/08 trainierte er den spanischen Drittligisten CE l’Hospitalet, wurde aber bereits im Dezember 2007 wieder entlassen. Das Team stieg am Ende der Saison ab. Ab 2009 war er im Trainerstab des FC Barcelona für die Analyse der Kontrahenten des FC Barcelona verantwortlich. Drei Jahre später stieg er zum Trainerassistent des neuen Cheftrainers Tito Vilanova auf. Nachdem Vilanova im Dezember 2012 an Ohrspeicheldrüsenkrebs erkrankt war und operiert wurde, vertrat er ihn bis Ende März 2013.

## Erfolge
- Europapokal der Pokalsieger (1): 1988/89
- Primera Divisíon (1): 1990/91
- Copa del Rey (1): 1989/90